# Carola Stern
Carola Stern [nacida Erika Assmus] (Balneario Ahlbeck (Usedom), 14 de noviembre de 1925-Berlín, 19 de enero de 2006) fue una periodista y escritora alemana, cofundadora de Amnistía Internacional en Alemania.

## Biografía
Marcada por el ascenso del nacionalsocialismo en Alemania, perteneció a las Unión de Niñas Alemanas. Con la derrota nazi, creyó ver en la zona alemana ocupada por los soviéticos (futura República Democrática Alemana) el socialismo que anhelaba, y fue funcionaria del Partido Socialista Unificado de Alemania, pero el desencanto del modelo autoritario la llevó a huir de la RDA en 1951 para establecerse en la República Federal Alemana. Antes de abandonar la RDA había cambiado su nombre para evitar la censura por el de Carola Stern. Durante su estancia en la RDA, según reveló en su autobiografía, Doppelleben (2001), trabajó para la inteligencia estadounidense a cambio de que su madre, enferma de cáncer, recibiera asistencia médica.
En Alemania Federal estudió de 1951 a 1959 en la Deutsche Hochschule für Politik y en la Universidad Libre de Berlín, tiempo durante el que sufrió dos intentos de secuestro por la polícía política de la RDA, la Stasi.
Trabajó en Colonia, en la editorial Kiepenheuer & Witsch y en los años 1970 y primera mitad de 1980 fue comentarista de televisión en la cadena pública Westdeutscher Rundfunk (WDR), siendo la primera vez que una mujer dirigía un programa de este tipo en Alemania. Fue una periodista y escritora emblemática comprometida con la izquierda alemana y los valores de la democracia, la defensa de los derechos de la mujer y la paz. También lideró los movimientos para que Alemania indemnizara a los trabajadores forzados durante el nazismo. Junto con otros autores de su generación, como Heinrich Böll y Günter Grass, cofundó la revista político-literaria L 76. En 1961, junto con Gerd Ruge y Felix Rexhausen, fue cofundadora de la sección alemana de Amnistía Internacional y miembro de la dirección de la sección alemana del PEN Internacional, que presidió de forma honoraria desde 1995.
Fue autora de varias biografías, entre ellas las de Dorothea Schlegel, Isadora Duncan, Johanna Schopenhauer, Helene Weigel o Fritz Massary, así como del presidente alemán, Walter Ulbricht y del socialdemócrata Willy Brandt.